# Rhamnapoderus
Rhamnapoderus är ett släkte av skalbaggar. Rhamnapoderus ingår i familjen rullvivlar.

## Dottertaxa tillRhamnapoderus, i alfabetisk ordning[1]
- Rhamnapoderus atrox
- Rhamnapoderus auricapillus
- Rhamnapoderus cephalotes
- Rhamnapoderus cerberus
- Rhamnapoderus diabolus
- Rhamnapoderus dumosus
- Rhamnapoderus erythrocycla
- Rhamnapoderus nigricornis
- Rhamnapoderus pluto
- Rhamnapoderus porri
- Rhamnapoderus rothkirchi
- Rhamnapoderus septemdumatus
- Rhamnapoderus spiculosus
- Rhamnapoderus spinidorsis
- Rhamnapoderus spinifer
- Rhamnapoderus spinosus
- Rhamnapoderus tessmanni
- Rhamnapoderus verticalis
- Rhamnapoderus xanthocycla
- Rhamnapoderus xanthocyclus